# Alonso II de Fonseca

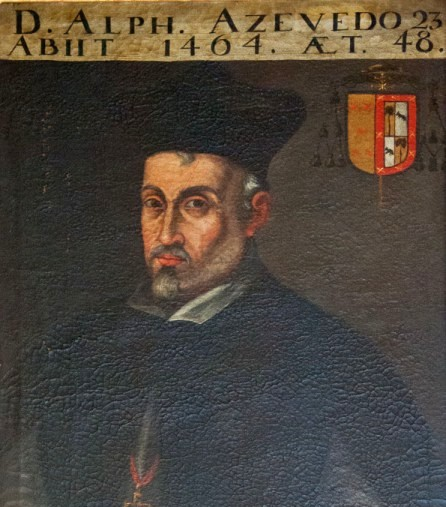
Alonso de Fonseca y Acevedo.

Alonso II van Fonseca, ook bekend als Alonso de Fonseca y Acevedo, (1440 - 12 maart 1512), was aartsbisschop van Santiago de Compostella.
Hij was de zoon van Diego de Acevedo en Catalina de Fonseca. Hij studeerde aan de universiteit van Salamanca, en daarna in Bologna en in Rome. In 1460 keerde hij terug naar Spanje waar hij aartsbisschop van Santiago de Compostella werd. Hij maakte daarmee deel uit van een familie waar drie aartsbisschoppen deel van uitmaakten; zijn oom, Alonso I de Fonseca, die zijn neef op weg hielp door hem tot decaan van de kathedraal van Sevilla te benoemen, hijzelf, en ten slotte zijn zoon Alonso de Fonseca y Ulloa.
Als bisschop was hij voortdurend verwikkeld in intriges met de Galicische adel. De strijd ging vooral om het bezit van grond en de feodale rechten hierover. In 1465 werd hij door een van deze edelen, Bernaldo Yáñez de Moscoso, gegijzeld en in Vimianzo gevangengezet.
De moeder van Alonso verkocht vervolgens enige bezittingen van de kerk om zijn losgeld te kunnen betalen. Fonseca werd vrijgelaten onder de belofte dat hij voor een periode van tien jaar zijn bisdom niet meer zou betreden.
Tijdens de Opstand van de Irmandiños moest Fonseca vluchten. Hij vertrok naar Castilië en vandaar naar Portugal. In Portugal verenigde zich met de edelen Pedro Alvarez de Sotomayor, en Juan Pimentel, die ook door de Irmandiños waren verdreven. Dankzij dit bondgenootschap wist hij zijn bisschopszetel te heroveren. In 1469 kon Alonso II van Fonseca terugkeren naar Santiago de Compostella.
De bisschop was niet alleen continu in strijd verwikkeld met de adel, maar ook met de koning van Castilië, Hendrik IV.
Toen de opstand van de Irmandiños was neergeslagen, probeerde Fonseca zich te wreken op het Huis van Altamira, hetgeen hem uiteindelijk lukte.
In de Guerra de la Beltraneja, een burgeroorlog die ontstond tussen aanhangers van Juana la Beltraneja en de dochter van Johan II van Castilië, Isabel koos hij de kant van prinses Isabel. Deze steun werd later beloond want in 1481 benoemden de Reyes Católicos hem tot voorzitter van de adviesraad van de koning (in het Spaans: Consejo Real) en Alonso verhuisde naar Castilië.
Naderhand vroeg hij toestemming aan de koning Ferdinand V om zijn bisschopszetel te mogen overdragen aan zijn zoon Alonso III van Fonseca. Zijn zoon werd geboren uit een relatie met de minnares van de bisschop, doña María de Ulloa, Señora de Cambados.
Daarna kreeg Alonso II de titel van Patriarch van Alexandrië

## Nageslacht
Met María de Ulloa, zuster van Sancho de Ulloa, graaf van Monterrey kreeg hij twee kinderen:
- Alonso de Fonseca y Ulloa, die hem als bisschop zou opvolgen en
- Diego de Acevedo, die later trouwde met Francisca de Zúñiga, erfgename van Monterrey en Ulloa

- Gemeinsame Normdatei: 1147214778
- Virtual International Authority File: 4487151247947744270006